# Cyclopogon dusenii
Cyclopogon dusenii är en orkidéart som beskrevs av Rudolf Schlechter. Cyclopogon dusenii ingår i släktet Cyclopogon, och familjen orkidéer. Inga underarter finns listade i Catalogue of Life.